# Hypnum haplohymenium
Hypnum haplohymenium là một loài Rêu trong họ Hypnaceae. Loài này được Harv. & Hook. f. mô tả khoa học đầu tiên năm 1840.